# Hans Konwiarz
Hans Konwiarz (* 15. Dezember 1919 in Breslau; † 18. November 2018 in Kutenholz) war ein deutscher Architekt.

## Leben
Hans Konwiarz wurde als Sohn des Breslauer Magistratsbaumeisters Richard Konwiarz geboren. Von 1938 bis zu seiner Einberufung zum Kriegsdienst im Jahre 1940 studierte Konwiarz an der Staatlichen Akademie für Kunst und Kunstgewerbe Breslau. Nach dem Krieg war er zunächst in verschiedenen Architekturbüros tätig, ehe er sich 1952 als freier Architekt in Hamburg selbständig machte.
1954 begann Hans Konwiarz seine Tätigkeit als Architekt des Wohnungsunternehmens Neue Heimat. In den folgenden Jahrzehnten war er an der Planung zahlreicher Bauprojekte der Neuen Heimat im norddeutschen Raum beteiligt. Daneben erstellte er unter anderem Pläne für ein Kulturzentrum für die brasilianische Stadt Pindorama und war an den Entwürfen zu einem Hotel im saudi-arabischen al-Chubar beteiligt.
1966 wurde Hans Konwiarz in der Öffentlichkeit bekannt mit seinem Grundentwurf zum Großprojekt Alsterzentrum. Die Realisierung sah den Abriss des gesamten Hamburger Stadtteils St. Georg vor. Massive öffentliche Proteste verhinderten die Realisierung des geplanten Alsterzentrums.
Nach dem Ende seiner Tätigkeit für die Neue Heimat im Jahr 1980 arbeitete Konwiarz wieder als freiberuflicher Architekt in Hamburg.

## Auszeichnungen
- 1977: Goldplakette für Städtebau, Umwelt, Arbeitswelt für das Müllheizkraftwerk Bremerhaven

## Bauten und Entwürfe
- 1953: Wettbewerbsentwurf einer Volksschule in Mölln (1. Preis)
- 1956: diverse Inneneinrichtungen, Seriensitzmöbel der Firma DEWE und Steinhard
- 1957: Wohnanlage St. Hubertus in Lübeck
- 1957–1959: Wohnbebauung mit Sozialzentrum in Kiel-Pries
- 1958: Wettbewerbsentwurf eines Verwaltungsgebäudes des DGB in Berlin (2. Preis)
- 1958: Hangbebauung in Geißlingen-Zillerstall
- 1960: Einfamilienhäuser in Dahme
- 1961: Wohnsiedlung mit Eigenheimen in Neumünster
- 1961–1966: Wohnsiedlung Mettenhof in Kiel
- 1962: Hanghäuser in Rensefeld
- 1962: Wohnsiedlung „Bunte Kuh“ in Lübeck
- 1965–1966: Entwurf für das Alsterzentrum St. Georg in Hamburg
- 1969: „Traumhaus“ in Berlin-Zehlendorf
- 1971: Krankenpflegeschule in Berlin-Wannsee
- 1971: Begegnungs- und Bildungszentrum (Schwerpunkt Ost-West-Kontakte) der ÖTV in Berlin-Wannsee
- 1973: Schwesternwohnheim in Berlin-Wannsee
- 1975: Wettbewerbsentwurf der Sparkassenschule in Vockenhausen (1. Preis)
- 1976: Freizeiterholungszentrum in Berlin-Kladow
- 1977: Müllheizkraftwerk in Bremerhaven